# زک گالیفیناکیس
 زک گالیفیناکیس  یا گَلیفِناکیس (به انگلیسی: Zach Galifianakis) (زاده ۱ اکتبر ۱۹۶۹) کمدین آمریکایست که در بین مخاطبان ایرانی بخاطر بازی در مجموعه فیلم‌های خماری و موعد مقرر شناخته می‌شود. وی در ویلکسبورو، کارولینای شمالی زاده شده. پدرش فروشنده و مادرش رئیس یک مرکز هنری بوده است. زک دانش‌آموخته دانشگاه کارولینای شمالی است.
در اوت ۲۰۱۲ زک به شکل مخفیانه با همسرش، کین لاندبرگ ازدواج می‌کند و این زوج در سپتامبر ۲۰۱۳ صاحب اولین فرزند خود شدند. زک برای بودن در کنار همسرش هنگام تولد فرزندانش، نمایش یکی از فیلم‌های خود را از دست داد.
زک در سال ۲۰۱۹ در فیلم بین دو سرخس: فیلم بازی کرد که زندگی خودش در برنامه بین دو سرخس را روایت می کرد.

## فیلم‌شناسی
فهرست برخی از فیلم‌هایی که زک گالیفیاناکیس در آنها به ایفای نقش پرداخته است:
- خماری
- خماری: قسمت دوم
- خماری: قسمت سوم
- موعد مقرر
- بردمن
- کمپین
- چشم‌وهم‌چشمی
- شام برای احمق‌ها
- ماپت‌ها
- شما اینجایید
- مغزهای متفکر
- جی-فورس
- تب لاله
- بین دو سرخس: فیلم
- شب نور آفتاب
- عملیات

## پیوند
- زک گالیفیاناکیس[پیوند مرده] در بانک اطلاعات اینترنتی فیلم‌ها
- زک گالیفیاناکیس در توییتر
- زک گالیفیاناکیس در مای‌اسپیس